# السنة الدولية للطفل

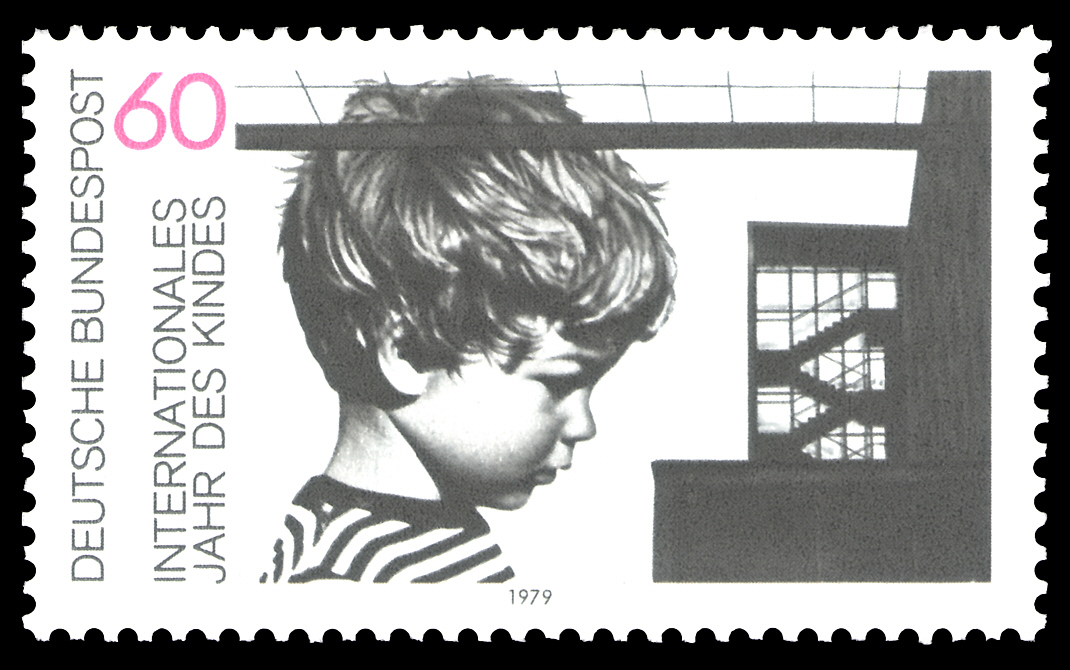

أعلنت منظمة الأمم المتحدة للتربية والعلوم والثقافة (يونسكو) عام 1979 ليكون العام الدولي للطفل. وتم التوقيع على الإعلان في 1 يناير 1979 من قِبل الأمين العام للأمم المتحدة كورت فالدهايم. وكان يقصد من الإعلان الذي يُعتبر متابعة لإعلان حقوق الطفل لعام 1959 لفت الانتباه إلى المشاكل التي أثرت على الأطفال في جميع أنحاء العالم، بما في ذلك سوء التغذية وعدم الحصول على التعليم. وأدت العديد من هذه الجهود إلى توقيع اتفاقية حقوق الطفل في عام 1989.
وجرت إقامة العديد من الفعاليات داخل الأمم المتحدة وفي الدول الأعضاء للاحتفال بهذه المناسبة، بما في ذلك الحفلة الموسيقية الخاصة باليونسكو، التي أقيمت في الجمعية العامة للأمم المتحدة في 9 يناير. واستضافت المحطة التلفزيونية دابليو بي زد - تي في 4 في بوسطن، ماساتشوستس، جنبًا إلى جنب مع المحطات الأربع الأخرى الخاصة بـ مجموعة ويستنغهاوس وبثت مهرجانًا احتفاليًا «مهرجان الأطفال» (والذي يُقام في غضون عيد العمال منذ ذلك الوقت من من متنزه بوسطن العام. وأنشأ فنان الرسوم المتحركة/المدير الكندي يوجين فيدورينكو فيلمًا لصالح مجلس السينما الوطني الكندي، يُسمى «كل طفل»، والذي انصب تركيزه على طفل مجهول لا يريده أحد لأنهم مشغولون جدًا بشواغلهم الخاصة. وقد تم استخدام هذا لشرح أهمية حق كل طفل في منزل. وتم إنشاء المؤثرات الصوتية بأصوات Les Mimes Electriques.

## وصلات خارجية
- International legal Standards for Children's Rights
- Children's Rights Alliance England (CRAE)